# Бейхан-султан (дочь Ибрагима I)
Бейха́н-султа́н (тур. Beyhan Sultan), также Бегха́н-султа́н (тур. Beghan Sultan), Пейкха́н Биби́-султа́н (тур. Peykhan Bibi Sultan) и Бейха́н (Биби́)-султа́н (тур. Beyhan (Bibi) Sultan; 1645, Стамбул — 15 декабря 1700, там же), — дочь османского султана Ибрагима I и, предположительно, Турхан-султан. Четырежды была выдана замуж (первый раз — в годовалом возрасте) и все четыре раза становилась вдовой. Одним из мужей султанши был великий визирь Хезарпаре Ахмед-паша, которого ради этого брака заставили развестись с первой женой.

## Биография
Бейхан-султан родилась в Стамбуле в 1645 году и была дочерью османского султана Ибрагима I. Девочка родилась тогда, когда её отец уже страдал психическим расстройством. Достоверно неизвестно, кто был матерью Бейхан, однако турецкий историк Недждет Сакаоглу в разделе о фаворитке Мехмеда IV Эметуллах Гюльнуш-султан в своём труде Bu mülkün kadın sultanları указывает, что у султана было две полнородные сестры — Гевхерхан и Бейхан — и, таким образом, матерью Бейхан должна была быть Турхан-султан; вместе с тем, османист Энтони Олдерсон указывает в качестве детей Турхан только Мехмеда IV и Атике-султан.
По сведениям как Сакаоглу, так и Олдерсона, в 1646 году годовалая Бейхан была выдана за Кючюк Хасана-пашу, который скончался через год. Турецкий историк Чагатай Улучай, однако, об этом браке не упоминал.
16 сентября 1647 года Бейхан-султан выдали замуж за великого визиря Шехри Ахмеда-пашу, который под давлением султана Ибрагима развёлся со своей женой. Мустафа Наима подробно описал свадьбу, которую провели в Старом дворце, проводы Бейхан-султан, в возрасте двух лет ставшей невестой во второй раз, во дворец Ахмеда-паши, украшенные драгоценностями нахылы (конусовидные деревья), которые, словно минареты, возглавляли процессию, и насмешливую реакцию народа. 7 августа 1648 года Ахмед-паша был казнён, и трёхлетняя Бейхан-султан стала вдовой во второй раз.
Третьим мужем Бейхан-султан стал Узун Ибрагим-паша; дата заключения этого брака неизвестна, однако это был первый брак Бейхан, который был консуммирован. Ибрагим-паша был казнён в 1683 году. Сакаоглу писал, что в том же году Бейхан-султан вышла замуж в последний раз — её мужем стал Быйыклы Мехмед-паша; однако Олдерсон и Улучай указали датой заключения этого брака 1689 год. Сюрея же среди браков этой дочери Ибрагима указывает только союз с Хезарпаре Ахмедом-пашой.
Бейхан-султан стала вдовой в четвёртый раз 9 января 1699 году. Она скончалась в Стамбуле 15 декабря 1700 года и была похоронена в тюрбе Сулеймана I при мечети Сулеймание. Согласно Сакаоглу, Бейхан прожила дольше других детей султана Ибрагима.
В Османском архиве сохранились документы собственности и записи о выплатах на её имя. В «Нусретнаме» указывалось, что ей в Эдирне принадлежал дворец, сгоревший в правление её племянника Мустафы II.